# 越野滑雪
越野滑雪（英語：Cross-country skiing）爲講求體能和技術的冬季運動，運動員要以滑雪的型式繞過佈滿雪的山地滑行，為冬季奧林匹克運動會比賽項目之一。由於路程長並需要大量體力，因此越野滑雪又有「雪上馬拉松」的稱號。越野滑雪與高山滑雪在器材上最明顯的分別為越野滑雪雪靴的腳根沒有固定於滑雪板上，運動員轉向時會擺出弓步蹲的姿勢。

## 歷史
越野滑雪起源於北歐，當地的維京人在10世紀時就以滑雪的方式在山野之中作為運輸之用，這可能是最早借助器具用作運輸用途的方法。
由於越野滑雪是自滑雪板與雪杖發明來就有的活動，因此確切的起源時間已不明，可參考國際滑雪總會關於雪上運動歷史的網頁。
1924年，國際滑雪總會在法國霞慕尼正式成立，主要管理冬季兩項以外的雪上運動。越野滑雪也於同一年被列入冬季奧運的比賽項目之一，當屆的冬季奧運中的越野滑雪項目只設有男子18公里和50公里的小項。到了1952年挪威奧斯陸冬季奧運中，女子越野滑雪項目也成為了正式的比賽項目之一，為10公里。
現時冬季奧運中設有個人和接力賽小項。

## 基本規則
運動員只能使用滑雪板與雪杖在賽道上依照方向進行移動，並使用規定的技巧。以時間最短者或是最先到達終點者獲勝。

### 場地

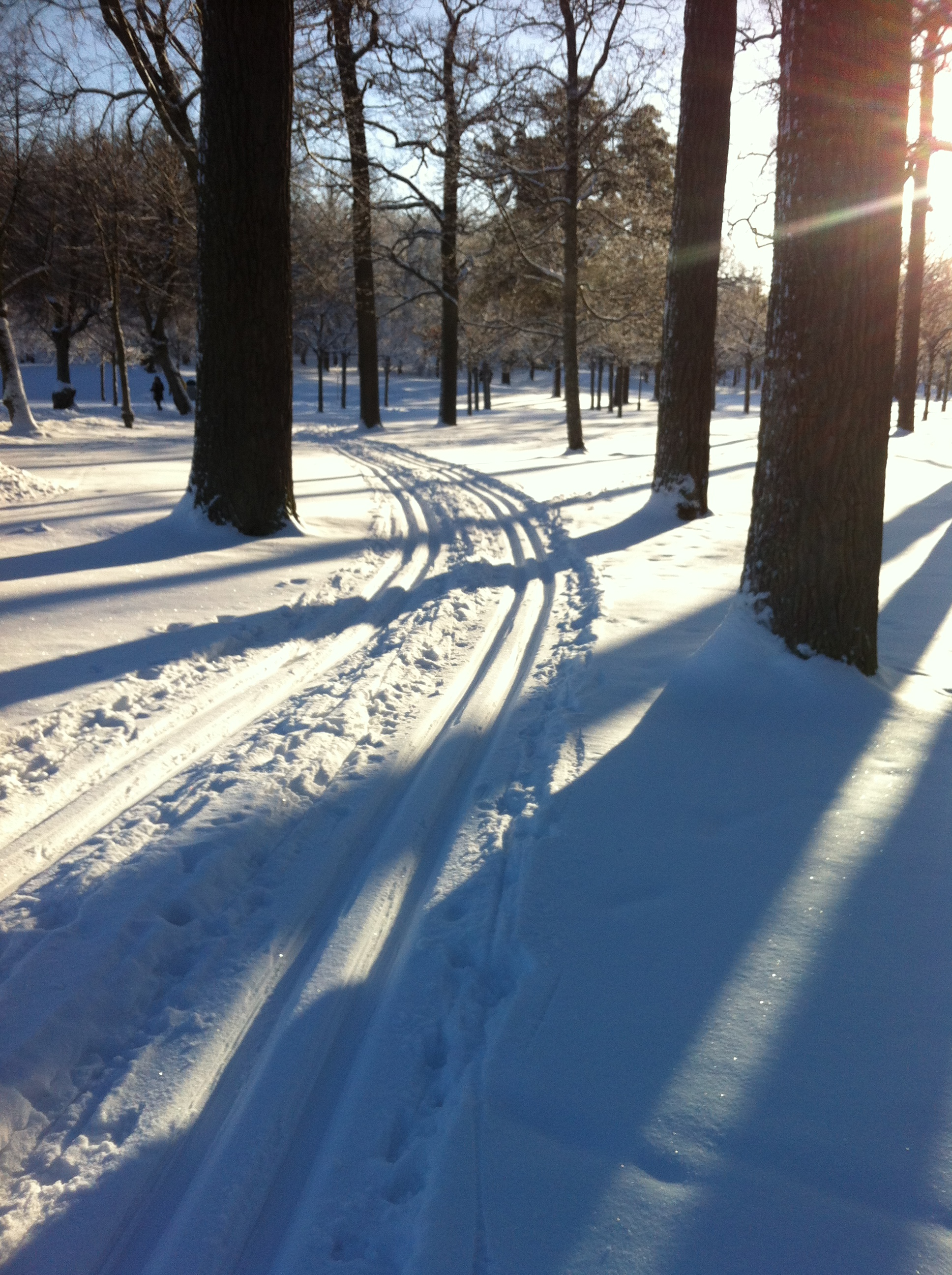
在卓寧霍姆宮英式花園中的滑雪軌道（2013）

場地由體育館、開始區、賽道、更換區、接力區、結束區等組成。
開始區的定義爲起點線後的50公尺。開始區必須被劃分成數條賽道，並有以雪車壓出的「軌道」，軌道間間隔必須在1.2公尺以上，深度2-5公分，同一軌道的兩條軌道痕跡寬度需在17-30公分間。
當比賽項目必須或允許更換滑雪板時會設有更換區。更換區有數個小區（Pit boxes），以選手背號作為區分，在選手自己的小區內放有另一對滑雪板給選手更換。選手進入更換區更換完後再回到賽道的距離必須要比直接滑行賽道不經過更換區的距離為長。小區的長度約為2-2.5公尺，寬度1.2-1.5公尺。更換區的入口至少4公尺寬，出口至少6公尺寬。其中滑雪混合兩項賽只允許更換一次，30公里以下的項目允許更換三次，超過30公里的則允許五次。
在團隊項目中設有接力區，接力區必須在體育館之內。
結束區的定義爲終點線前的50-100公尺。結束區必須被劃分成數條賽道且可明確區分。在終點線後的10-15公尺設有一條控制線（Control line），選手在通過控制線前不可脫下滑雪板。
賽道的組成必須有：
- 三分之一的上坡路段，上坡斜度必須在9-18%之間（1:11-1:5.5），垂直高度差必須在10公尺以上。此外還需有部分的短距離上坡斜度在18%以上。
- 三分之一的波動式路段（上下坡、左右轉彎），運用當地地形的短上下坡路段，垂直高度差必須在1-9公尺間。
- 三分之一的有變化下坡路段，必須要使用各種下坡技術。

此外傳統式滑雪的賽道中亦有軌道。
- HD（Height difference）：全賽道中最高點與最低點的垂直高度差。
- MC（Maximum climb）：賽道中最大上坡路段的垂直高度差。最大上坡路段中可以包含不超過200公尺的最大上坡路段與不超過10公尺的下坡路段。
- TC（Total climb）：全賽道中各上坡路段的垂直高度差的總和。
- 場地的最高海拔高度不得超過1800公尺。

| 賽道長度（公里） | HD（公尺） | MC（公尺） | TC（公尺） |
| ---------------- | ---------- | ---------- | ---------- |
| 自由式衝刺賽     | 最大50     | 0-30       | 0-60       |
| 傳統式衝刺賽     | 最大50     | 10-30      | 20-60      |
| 2.5              | 最大50     | 30-50      | 75-105     |
| 3.3              | 最大65     | 30-65      | 100-135    |
| 3.75             | 最大80     | 30-80      | 100-150    |
| 5                | 最大100    | 30-80      | 150-210    |
| 7.5              | 最大125    | 30-80      | 200-315    |
| 8.3              | 最大125    | 30-80      | 210-350    |
| 10               | 最大125    | 30-80      | 250-420    |
| 15               | 最大150    | 30-80      | 400-630    |
| 15以上           | 最大150    | 30-80      |            |

不同賽道類型的賽道寬度：
| 賽道類型 | 爬坡路段 | 波狀路段 | 下坡路段 |
| -------- | -------- | -------- | -------- |
| A        | 3公尺    | 3公尺    | 3公尺    |
| B        | 4公尺    | 4公尺    | 4公尺    |
| C        | 6公尺    | 6公尺    | 6公尺    |
| D        | 9公尺    | 7.5公尺  | 6公尺    |
| E        | 12公尺   | 9公尺    | 9公尺    |

### 滑雪技巧
滑雪技巧分為傳統式與自由式兩種，由於兩種的速度與消耗體力不同（一般而言自由式速度較快），在各比賽項目中皆會規定其使用的滑雪技巧方式。

#### 傳統式（Classic）
傳統式滑雪只限定選手使用下列技巧：
- 交替滑行（Diagonal techniques）：類似在雪上跑步的動作。
- 雙杖推撐滑行（Double poling techniques）：以雙杖撐地往前推行。
- 無蹬冰的八字踏步（Herringbone techniques without a gliding phase）：雙腳略呈外八的走路。
- 滑降（Downhill techniques）：下坡時使用的技術。
- 轉彎技術（Turning techniques）：轉彎時使用的技術，包含為了改變方向而做的踏步與以杖撐地推行，但在有軌道的地區以杖撐地推行不被允許，就算選手不在軌道內滑行也適用。

#### 自由式（Free）
自由式滑雪允許任何的滑雪方式。一般來說與傳統式最大的差異在於自由式允許蹬冰技術，如：
- 八字踏步（Offset）
- 單蹬冰雙杖推撐滑行（One skate double poling）
- 雙蹬冰雙杖推撐滑行（Two skate double poling）

在裝備上也略有差異，自由式的滑雪靴較硬，用來支撐運動員的腳踝；傳統式的滑雪杖長度約到運動員的腋下，但自由式的滑雪杖可長到運動員的肩膀或下巴。

## 比賽項目與方式
基本上每種項目都分為傳統式與自由式兩種。以下的比賽規定參考國際滑雪總會所發佈的規則。

### 個人計時賽（Interval Start Competitions）
選手出發的時間間隔爲一固定的時間，在比賽結束後計算各選手的時間，以最短者獲勝。
- 比賽距離（公里）：2.5、3.3、3.75、5、7.5、10、15、30、50。

| 項目   | 項目           | 傳統式       | 自由式             |
| ------ | -------------- | ------------ | ------------------ |
| 賽道   | 賽道類型       | A            | B                  |
| 賽道   | 傳統式賽道軌道 | 1或2道       | 不適用             |
| 賽道   | 賽道軌道間隔   | 最小1.2公尺  | 不適用             |
| 出發區 | 出發區類型     | 1條賽道      | 1條賽道            |
| 出發區 | 傳統式賽道軌道 | 1            | 無                 |
| 出發區 | 賽道軌道長度   | 至出發區結束 | 不適用             |
| 出發區 | 賽道軌道間隔   | 不適用       | 不適用             |
| 結束區 | 最小賽道寬度   | 4公尺        | 9公尺              |
| 結束區 | 賽道數量       | 3條軌道      | 3條賽道，每條3公尺 |
| 結束區 | 軌道或賽道間隔 | 1.2公尺      | 不適用             |

### 集體出發賽（Mass Start Competitions）
每位選手皆同時出發，最先到達終點者獲勝。過程中可以更換滑雪板。集體出發賽中有LAP制度。
- 比賽距離（公里）：10、15、30、50。

| 項目   | 項目           | 傳統式       | 自由式             |
| ------ | -------------- | ------------ | ------------------ |
| 賽道   | 賽道類型       | C            | D                  |
| 賽道   | 傳統式賽道軌道 | 4道          | 不適用             |
| 賽道   | 賽道軌道間隔   | 最小1.2公尺  | 不適用             |
| 出發區 | 出發區類型     | 格狀出發區   | 格狀出發區         |
| 出發區 | 傳統式賽道軌道 | 奇數道，5或7 | 奇數道，5或7       |
| 出發區 | 賽道軌道長度   | 50至100公尺  | 30至50公尺         |
| 出發區 | 賽道軌道間隔   | 最小1.2公尺  | 最小1.2公尺        |
| 結束區 | 最小賽道寬度   | 6公尺        | 12公尺             |
| 結束區 | 賽道數量       | 4條軌道      | 4條賽道，每條3公尺 |
| 結束區 | 軌道或賽道間隔 | 1.2公尺      | 不適用             |

### 滑雪混合兩項賽（Skiathlon）
每位選手同時出發，在比賽的前半段必須使用傳統式，並在完成後更換滑雪板，後半段以自由式作賽。在更換滑雪板的區域沒有滑雪方式的限制。滑雪混合兩項賽中有LAP制度。
- 比賽距離（公里）：5+5、7.5+7.5、10+10、15+15。

| 項目   | 項目           | 傳統式       | 自由式             |
| ------ | -------------- | ------------ | ------------------ |
| 賽道   | 賽道類型       | C或E         | D或E               |
| 賽道   | 傳統式賽道軌道 | 4道          | 不適用             |
| 賽道   | 賽道軌道間隔   | 最小1.2公尺  | 不適用             |
| 出發區 | 出發區類型     | 格狀出發區   | 不適用             |
| 出發區 | 傳統式賽道軌道 | 奇數道，5或7 | 不適用             |
| 出發區 | 賽道軌道長度   | 50至100公尺  | 不適用             |
| 出發區 | 賽道軌道間隔   | 1.2公尺      | 不適用             |
| 結束區 | 最小賽道寬度   | 不適用       | 12公尺             |
| 結束區 | 賽道數量       | 不適用       | 4條賽道，每條3公尺 |
| 結束區 | 軌道或賽道間隔 | 不適用       | 不適用             |

### 追逐賽（Pursuit）
選手的出發時間會根據前一次或多次的結果換算成一相對於第一名選手的出發時間，以秒數爲單位，十分之一秒數以下直接捨去，與第一名選手的秒數差異即是與第一名選手出發時間的間隔。以最先到達終點者爲該場追逐賽的獲勝者，但有時追逐賽需要與前一場或多場一起結算比賽結果，此時計算兩場選手花費的實際時間，之前的比賽以秒數爲單位，追逐賽以十分之一秒爲單位，相加後最短者爲獲勝者。追逐賽中有LAP制度。
- 比賽距離（公里）：5、7.5、10、15。

| 項目   | 項目           | 傳統式       | 自由式             |
| ------ | -------------- | ------------ | ------------------ |
| 賽道   | 賽道類型       | B            | C                  |
| 賽道   | 傳統式賽道軌道 | 4道          | 不適用             |
| 賽道   | 賽道軌道間隔   | 最小1.2公尺  | 不適用             |
| 出發區 | 出發區類型     | 2至5賽道     | 2至5賽道           |
| 出發區 | 傳統式賽道軌道 | 1賽道1軌     | 1賽道1軌           |
| 出發區 | 賽道軌道長度   | 至出發區結束 | 10公尺             |
| 出發區 | 賽道軌道間隔   | 3公尺        | 3公尺              |
| 結束區 | 最小賽道寬度   | 6公尺        | 12公尺             |
| 結束區 | 賽道數量       | 最少4條軌道  | 4條賽道，每條3公尺 |
| 結束區 | 軌道或賽道間隔 | 1.2公尺      | 不適用             |

### 個人衝刺賽（Individual Sprint Competitions）
個人衝刺賽採用晉級方式進行，首先會有一個人計時賽，各選手間有一出發時間間隔，以實際時間爲依據取排名前面的選手晉級。晉級後進行分組，每組取前兩名與晉級外的選手中最快的兩人晉級（即是所謂的「Lucky Loser，LL」），依此進行到決賽。決賽以最先到達終點者獲勝。比賽結束後會有由第一名至最後一名選手的排名。
- 男子比賽距離（公里）：1-1.8。
- 女子比賽距離（公里）：0.8-1.6。

| 項目   | 項目           | 傳統式             | 自由式             |
| ------ | -------------- | ------------------ | ------------------ |
| 賽道   | 賽道類型       | C                  | D                  |
| 賽道   | 傳統式賽道軌道 | 4道                | 不適用             |
| 賽道   | 賽道軌道間隔   | 最小1.2公尺        | 不適用             |
| 出發區 | 出發區類型     | 資格賽1道，之後6道 | 資格賽1道，之後6道 |
| 出發區 | 傳統式賽道軌道 | 1賽道1軌           | 1賽道1軌           |
| 出發區 | 賽道軌道長度   | 至出發區結束       | 15公尺             |
| 出發區 | 賽道軌道間隔   | 1.8公尺            | 最小1.8公尺        |
| 結束區 | 最小賽道寬度   | 6公尺              | 12公尺             |
| 結束區 | 賽道數量       | 最少4條軌道        | 4條賽道，每條3公尺 |
| 結束區 | 軌道或賽道間隔 | 1.2公尺            | 不適用             |

一般資格賽後會取30或24或16名選手進入半準決賽，依照選手在資格賽的成績排名做以下分組：
| 第一組Q1 | 第二組Q2 | 第三組Q3 | 第四組Q4 | 第五組Q5 |
| -------- | -------- | -------- | -------- | -------- |
| 1        | 4        | 5        | 2        | 3        |
| 10       | 7        | 6        | 9        | 8        |
| 11       | 14       | 15       | 12       | 13       |
| 20       | 17       | 16       | 19       | 18       |
| 21       | 24       | 25       | 22       | 23       |
| 30       | 27       | 26       | 29       | 28       |

接著再依半準決賽的成績排名分成兩組進行準決賽，準決賽後照準決賽的成績分成決賽A與B組（#後表示在該分組的名次）：
| 第一組S1 | 第二組S2 |  | 決賽A | 決賽B |
| -------- | -------- |  | ----- | ----- |
| Q1#1     | Q4#1     |  | S1#4  | S1#1  |
| Q1#2     | Q4#2     |  | S2#4  | S2#1  |
| Q2#1     | Q5#1     |  | S1#5  | S1#2  |
| Q2#2     | Q5#2     |  | S2#5  | S2#2  |
| Q3#2     | Q3#1     |  | S1#6  | S1#3  |
| R3-1     | R3-2     |  | S2#6  | S2#3  |

其中R3-1與R3-2即是半準決賽中未晉級選手中時間最短的兩人。若半準決賽中採取未計時方法，則所有第三名的選手皆會晉級。
另外亦有分成四組比賽的方法（資格賽最多只取24人）：
| 第一組Q1 | 第二組Q2 | 第三組Q3 | 第四組Q4 |
| -------- | -------- | -------- | -------- |
| 1        | 4        | 2        | 3        |
| 8        | 5        | 7        | 6        |
| 9        | 12       | 10       | 11       |
| 16       | 13       | 15       | 14       |
| 17       | 20       | 18       | 19       |
| 24       | 21       | 23       | 22       |

| 第一組S1 | 第二組S2 |  | 決賽A | 決賽B |
| -------- | -------- |  | ----- | ----- |
| Q1#1     | Q3#1     |  | S1#3  | S1#1  |
| Q1#2     | Q3#2     |  | S1#4  | S1#2  |
| Q2#1     | Q4#1     |  | S2#3  | S2#1  |
| Q2#2     | Q4#2     |  | S2#4  | S2#2  |

### 接力衝刺賽（Team Sprint Competitions）
各隊在第一位選手爲同時出發，之後以接力方式進行。接力衝刺賽只有兩名選手，兩人交替進行，一人總共滑行賽道3至6次。由於需要頻繁的交替選手，接力衝刺賽的選手交換區旁允許各隊設置上蠟區。接力衝刺賽中有LAP制度。
- 男子比賽距離（公里）：2×(3-6)×1-1.8。
- 女子比賽距離（公里）：2×(3-6)×0.8-1.6。

| 項目   | 項目           | 傳統式       | 自由式             |
| ------ | -------------- | ------------ | ------------------ |
| 賽道   | 賽道類型       | C            | D                  |
| 賽道   | 傳統式賽道軌道 | 4道          | 不適用             |
| 賽道   | 賽道軌道間隔   | 最小1.2公尺  | 不適用             |
| 出發區 | 出發區類型     | 格狀出發區   | 格狀出發區         |
| 出發區 | 傳統式賽道軌道 | 奇數道，3或5 | 奇數道，3或5       |
| 出發區 | 賽道軌道長度   | 至出發區結束 | 15公尺             |
| 出發區 | 賽道軌道間隔   | 1.2公尺      | 1.2公尺            |
| 結束區 | 最小賽道寬度   | 6公尺        | 12公尺             |
| 結束區 | 賽道數量       | 最少4條軌道  | 4條賽道，每條3公尺 |
| 結束區 | 軌道或賽道間隔 | 1.2公尺      | 不適用             |

### 接力賽（Relay Competitions）
接力賽由3至4位選手組成，各隊第一位選手同時出發，之後以接力方式進行。接力賽中有LAP制度。
- 每人比賽距離（公里）：2.5、3.3、5、7.5、10。

| 項目   | 項目           | 傳統式       | 自由式             |
| ------ | -------------- | ------------ | ------------------ |
| 賽道   | 賽道類型       | B            | C                  |
| 賽道   | 傳統式賽道軌道 | 2道          | 不適用             |
| 賽道   | 賽道軌道間隔   | 最小1.2公尺  | 不適用             |
| 出發區 | 出發區類型     | 格狀出發區   | 格狀出發區         |
| 出發區 | 傳統式賽道軌道 | 奇數道，5或7 | 奇數道，5或7       |
| 出發區 | 賽道軌道長度   | 至出發區結束 | 15公尺             |
| 出發區 | 賽道軌道間隔   | 1.2公尺      | 1.2公尺            |
| 結束區 | 最小賽道寬度   | 6公尺        | 12公尺             |
| 結束區 | 賽道數量       | 最少4條軌道  | 4條賽道，每條3公尺 |
| 結束區 | 軌道或賽道間隔 | 1.2公尺      | 不適用             |

## 外部連結
- 國際滑雪總會（FIS）的越野滑雪網頁 （页面存档备份，存于）
- Cross Country Canada （页面存档备份，存于） 加拿大越野滑雪網頁
- 2006 U.S. Olympic Ski Team bios介紹越野滑雪的美國網頁